# Wonewoc (thị trấn), Wisconsin
Wonewoc là một thị trấn thuộc quận Juneau, tiểu bang Wisconsin, Hoa Kỳ. Năm 2010, dân số của thị trấn này là 674 người.